# 라타 퐁암
라타 퐁암(태국어: รฐา โพธิ์งาม, 영어: Rhatha Phongam, 1983년 5월 19일 ~ )은 태국의 배우, 가수이다.

## 작품 목록
- 메카닉: 리크루트 - 배달원 역